# Ruhuna
Ruhuna (seltener auch Ruhunu) war ein antikes singhalesisches Fürstentum (manchmal auch als „Königreich“ bezeichnet) im Südosten der Insel Sri Lanka. Die Hauptstadt war Magama oder Magampura (heute Tissamaharama).

## Geschichte

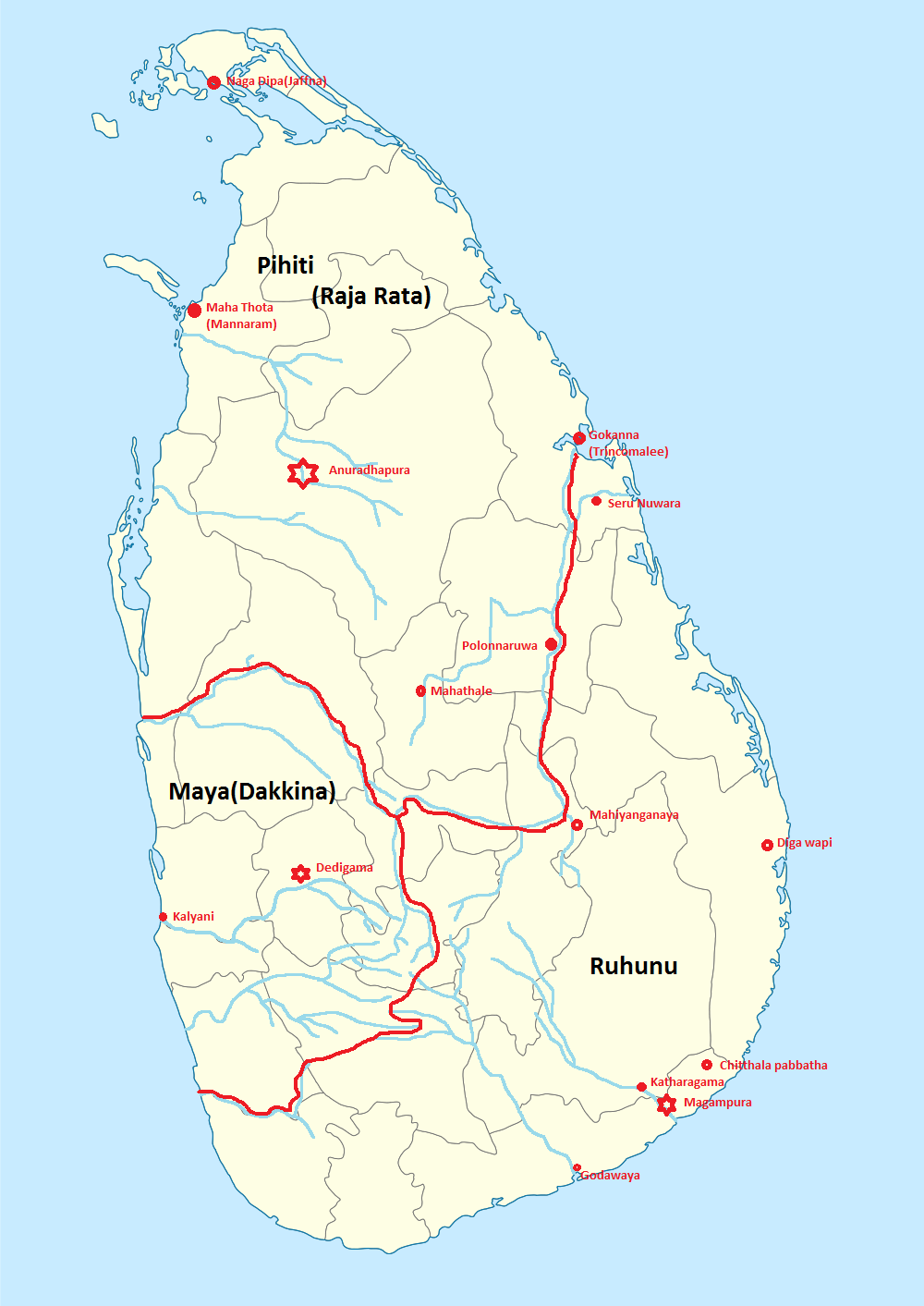
Sri Lanka um 1000 n. Chr.

Das Fürstentum Ruhuna entstand um 200 v. Chr. unter der Führung von des aus Anuradhapura stammenden Prinzen Mahanaga. Durch Handel mit dem südostasiatischen Raum reich geworden, hielt es Angriffen anderer singhalesischer und tamilischer Herrscher lange Zeit stand. Im Jahr 1070 besiegte Vijayabahu I. (reg. 1055–1110) eine Armee der Chola und eroberte die zentral gelegene Hauptstadt Polonnaruwa; diese wurde anschließend in Vijayarajapura umbenannt. Sri Lanka war nach langer Zeit wiedervereint.
Während der Herrschaft der hinduistischen Chola auf Sri Lanka hatte der ehemals dominante Buddhismus stark gelitten und es gab nur noch wenige Mönche (bhikkhus). Um den Buddhismus wieder im Land zu etablieren, benötigte Vijayabahu I. daher die Hilfe des burmesischen Königs Anawrahta, der geweihte Mönche nach Sri Lanka entsandte. Durch ihre Unterrichtung im Tripitaka und durch ihre Teilnahme an Zeremonien gelang es, den Buddhismus wieder auf Sri Lanka zu etablieren.
Darüber hinaus ließ Vijayabahu mehrere verlassene oder zerstörte buddhistische Tempel wieder herrichten. In Polonnaruwa wurde sogar ein neuer Tempel gebaut, der die Zahnreliquie Buddhas aufbewahrte. Einige Stupas in Tissamaharama gehen möglicherweise auf ihn zurück. Mönche beider Länder sollen zusammengekommen sein, um für abweichende Textauslegungen des Tripitaka eine akzeptable Version zu erstellen.
Die Bauern von Ruhuna waren führend beim Bau von Wasserreservoirs und Bewässerungsanlagen, was zu reichen Erträgen führte.
Nach dem Tod Vijayabahus zerfiel das Reich allmählich und ging zuletzt zum größten Teil im Königreich Kandy (1473–1815) auf. Die britischen Kolonialherren brachten die Existenz des Königreichs Ruhuna anhand verstreuter Inschriften wieder ins Bewusstsein der Historiker und der geschichtlich interessierten Öffentlichkeit.